# Quận St. Francois, Missouri
Quận Saint Francois (tiếng Anh: Saint Francois County) là một quận thuộc tiểu bang Missouri, Hoa Kỳ. Theo điều tra dân số năm 2000 của Cục điều tra dân số Hoa Kỳ, quận có dân số 55.641 người 2. Quận lỵ đóng ở Farmington6.

## Địa lý
Theo Cục điều tra dân số Hoa Kỳ, quận có tổng diện tích km2, trong đó có km2 là diện tích mặt nước.